# Галяно Атерно
Галя̀но Атѐрно (на италиански: Gagliano Aterno) е село и община в Южна Италия, провинция Акуила, регион Абруцо. Разположено е на 650 m надморска височина. Населението на общината е 287 души (към 2010 г.).